# Pacific PR01
Pacific PR01 je Pacificov prvi dirkalnik Formule 1 za sezono 1994, s katerim sta dirkala Paul Belmondo in Bertrand Gachot. Zasnoval ga je Paul Brown že za sezono 1993, toda zaradi finančnih težav ni nastopil do sezone 1994. 
Dirkalnik je poganjal atmosferski V10 3,5L motor Ilmor, ki pa je bil star že dve leti in zato nekonkurenčen. Večina aerodinamičnih delov dirkalnika PR01 je temeljilo na Reynardovem dirkalniku Formule 3000, pri čemer si ni mogel privoščiti testiranja v vetrovniku. Tudi testiranja so bila močno omejena, dobesedno sta dirkalnika opravila le nekaj deset kilometrov. Dirkačema se je skupno sedemkrat uspelo kvalificirati na dirko, od sedme dirke sezone pa nikoli več. Pa še na vseh sedmih nastopih na dirki sta vselej odstopila. 

## Popolni rezultati Formule 1
(legenda) (odebeljene dirke pomenijo najboljši štartni položaj, poševne pa najhitrejši krog)
| Leto | Moštvo         | Motor           | Gume | Dirkači         | 1   | 2   | 3   | 4   | 5   | 6   | 7   | 8   | 9   | 10  | 11  | 12  | 13  | 14  | 15  | 16  | Toč | Prv |
| ---- | -------------- | --------------- | ---- | --------------- | --- | --- | --- | --- | --- | --- | --- | --- | --- | --- | --- | --- | --- | --- | --- | --- | --- | --- |
| 1994 | Pacific Racing | Ilmor 2175A V10 | G    |                 | BRA | PAC | SMR | MON | ŠPA | KAN | FRA | VB  | NEM | MAD | BEL | ITA | POR | EU  | JAP | AVS | 0   | NC  |
| 1994 | Pacific Racing | Ilmor 2175A V10 | G    | Paul Belmondo   | DNQ | DNQ | DNQ | Ret | Ret | DNQ | DNQ | DNQ | DNQ | DNQ | DNQ | DNQ | DNQ | DNQ | DNQ | DNQ | 0   | NC  |
| 1994 | Pacific Racing | Ilmor 2175A V10 | G    | Bertrand Gachot | Ret | DNQ | Ret | Ret | Ret | Ret | DNQ | DNQ | DNQ | DNQ | DNQ | DNQ | DNQ | DNQ | DNQ | DNQ | 0   | NC  |